# Фрисволд, Сигурд
Сигурд Фрисволд (Sigurd Frisvold) (05.07.1947-29.11.2022) — генерал, глава оборонного ведомства Норвегии (Forsvarssjefen) (главнокомандующий вооруженными силами) с 30 апреля 1999 по 1 апреля 2005 года.
Родился в Кристиансунне.
Окончил Офицерскую пехотную школу в Трёнделаге (1966—1970), Военную академию (1970—1973), колледж Генштаба (1979—1981), Командно-штабной колледж Корпуса морской пехоты США (1986), United States Army War College (1993). Бакалавр политологии, истории и гражданского права (1977).
Послужной список:
- 1973—1977 инструктор Офицерской пехотной школы в Трёнделаге
- 1977—1979 командир 2-го пехотного батальона бригады Норд
- 1979 помощник начальника Пехотного тренировочного центра в Стейнхьере
- 1981—1982 помощник командующего многонациональными силами
- 1982—1983 майор Пехотного тренировочного центра в Стейнхьере
- 1983—1986 оперативный офицер сухопутного командования в Трёнделаге
- 1986—1987 оперативный офицер пехотного полка Южного Трёнделага
- 1987—1989 командир 2-го батальона бригады Норд
- 1989—1991 начальник штаба 6-й дивизии
- 1991—1992 начальник штаба Северного сухопутного командования
- 1993—1994 начальник штаба армии
- 1994—1996 командир 6-й дивизии
- 1996—1999 командующий союзными силами Северной Европы.

С 30 апреля 1999 по 1 апреля 2005 года главнокомандующий вооруженными силами Норвегии. Ушёл в отставку в связи с ухудшением здоровья.
Член Норвежской академии технологических наук.

## Награды
- Медаль «За службу в Вооружённых силах» (Норвегия) (35 лет выслуги)
- Медаль Вооружённых сил «За международные операции» (Норвегия) (за 3 месяца)
- Медаль Вооружённых сил «За верную службу» с 3 звёздами
- Медаль многонациональных сил (1984)
- Норвежская медаль обороны (1992)
- Норвежская медаль обороны с лавровой ветвью (1996)
- Командор со звездой ордена Святого Олафа (2000)
- Большой крест Орден Льва Финляндии (2000, Финляндия)
- Командор ордена Заслуг перед Республикой Польша (2001, Польша)
- Великий офицер ордена «За заслуги» (2002, Франция)
- Командор Большого креста ордена Полярной звезды (2003, Швеция)
- Орден Орлиного креста 1-й степени (5 февраля 2004 года, Эстония)[2]